# Woodburytipia

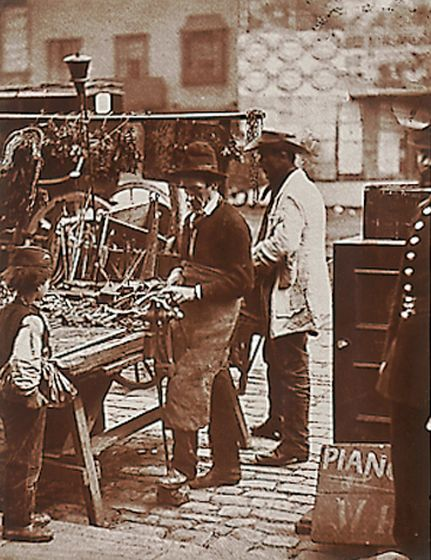
Una woodburytipia di John Thomson del 1877

La woodburytipia è un procedimento fotografico per la stampa brevettato nel 1864 da Walter Bentley Woodbury.

## Principio di funzionamento
La woodburytipia è un procedimento di stampa fotomeccanica che non genera sgranature grazie alla distribuzione omogenea dei colori da parte di una gelatina pigmentata. Il prodotto finale si presenta in piccoli formati (non oltre i 30 cm per lato) su carta fotografica sottile.

## Storia
Nel 1870, un editore d'arte di Asnières, Adolphe Goupil, è il primo in Francia ad acquisire il brevetto di Woodbury. Adolphe Braun, allora collega di Goupil, otterrà a sua volta la concessione e intraprenderà la carriera di fotografo, dedicandosi alla riproduzione di soggetti naturali.